# Davide Morganti
Davide Morganti, all'anagrafe Davide Palmieri (Napoli, 9 gennaio 1965), è uno scrittore, sceneggiatore, drammaturgo, giornalista, insegnante e paroliere italiano.

## Biografia
Si laurea in Teologia nel 1990, e in Filosofia nel 1992 (l'ultimo capitolo della sua tesi, La comicità della croce, viene tra l'altro censurato perché ritenuto blasfemo).
Come giornalista collabora poi con diversi quotidiani tra cui La Repubblica, Il Corriere del Mezzogiorno, Il Mattino di Napoli e il Mattino di Salerno,   The New York Times
Dalle opere Caina e Il Trovacadaveri è stato tratto un film crossover diretto da Stefano Amatucci, con Luisa Amatucci e Gabriele Sauriò. Il film, intitolato appunto Caina, è andato in scena ai Festival del Cinema  di Tallinn, Montevideo, Sydney, New York, fino a vincere quello di Parigi. Il film è stato anche candidato all’oscar.

## Opere

### Romanzi
- Moremò, Avagliano, 2006
- L'asciutto e la marea, Gremese, 2008
- Caina, Fandango, 2009
- Tre volte 10, Ad est dell'equatore, 2012
- La consonante K, Neri Pozza, 2017
- Il cadavere di Nino Sciarra non è ancora stato trovato, Wojtek, 2019

### Racconti
Raccolte
- Cedolario dei fuochi di Amerigo Vargas, Graus Editore, 2004

Singoli
- Screazione nella raccolta Disertori, Einaudi, 2000
- Il Trovacadaveri nella raccolta Presente Indicativo, Ad est dell'equatore, 2009

### Curatele
- Da grande voglio essere di polistirolo, frammenti ed estratti, scritti durante l’anno scolastico 2003/2004 dagli alunni della quinta A e quinta B del plesso 'Anna Maria Ortese', a cura di Davide Morganti, Graus Editore, 2005

### Sceneggiature
- I vespertelli, rappresentato per la prima volta al teatro S. Ferdinando di Napoli, 2009
- Il trovacadaveri, tratto della raccolta Presente Indicativo, rappresentato al teatro Elicantropo di Napoli e al Teatro The New City di Broadway (New York), 2010
- Caina, andata in scena in prima assoluta al Festival di Benevento, 2012
- Scriato, rappresentato al Festival di Benevento, 2014
- Derecho, tratto da un racconto del romanzo Tre volte 10, rappresentato all'E45 Napoli Fringe festival, 2015

## Discografia

### Canzoni
- Una vita corta, dall'album ...e se il mondo somigliasse a Piero Ciampi..., della band Letti Sfatti, 2015

| Controllo di autorità | VIAF (EN) 78735798 · ISNI (EN) 0000 0000 5201 1095 · SBN CFIV179611 · LCCN (EN) nr2005019259 · GND (DE) 1146926774 |